# Ernesto Pestalozza
Ernesto Pestalozza (Milano, 20 dicembre 1860 – Roma, 25 dicembre 1934) è stato un medico, chirurgo, politico, professore universitario di Ostetricia e Ginecologia, italiano.

## Biografia
Ernesto Pestalozza apparteneva a una nobile famiglia originaria di Chiavenna. Allievo di Alessandro Cuzzi all'Università degli Studi di Pavia, si era laureato in Medicina e Chirurgia nel 1884 e nel 1889 aveva conseguito la libera docenza in Ostetricia e Ginecologia. Ottenne nel 1891 la cattedra all'Università degli Studi di Genova, nel 1892 quella dell'Università di Firenze e nel 1905 fu chiamato all'Università La Sapienza, dopo l'improvvisa morte di Ercole Pasquali - titolare di Clinica Ostetrica e Ginecologica -  che gli lasciò in eredità il compito di inaugurare la nuova Scuola di Perfezionamento di Ostetricia e Ginecologia che funzionò a partire dall'anno accademico 1906-1907.
A Firenze Pestalozza aveva organizzato La casa del latte e analoga iniziativa volle anche a Roma, dove la nuova Clinica Ostetrica del Policlinico Umberto I era stata inaugurata da Pasquali nel 1902.

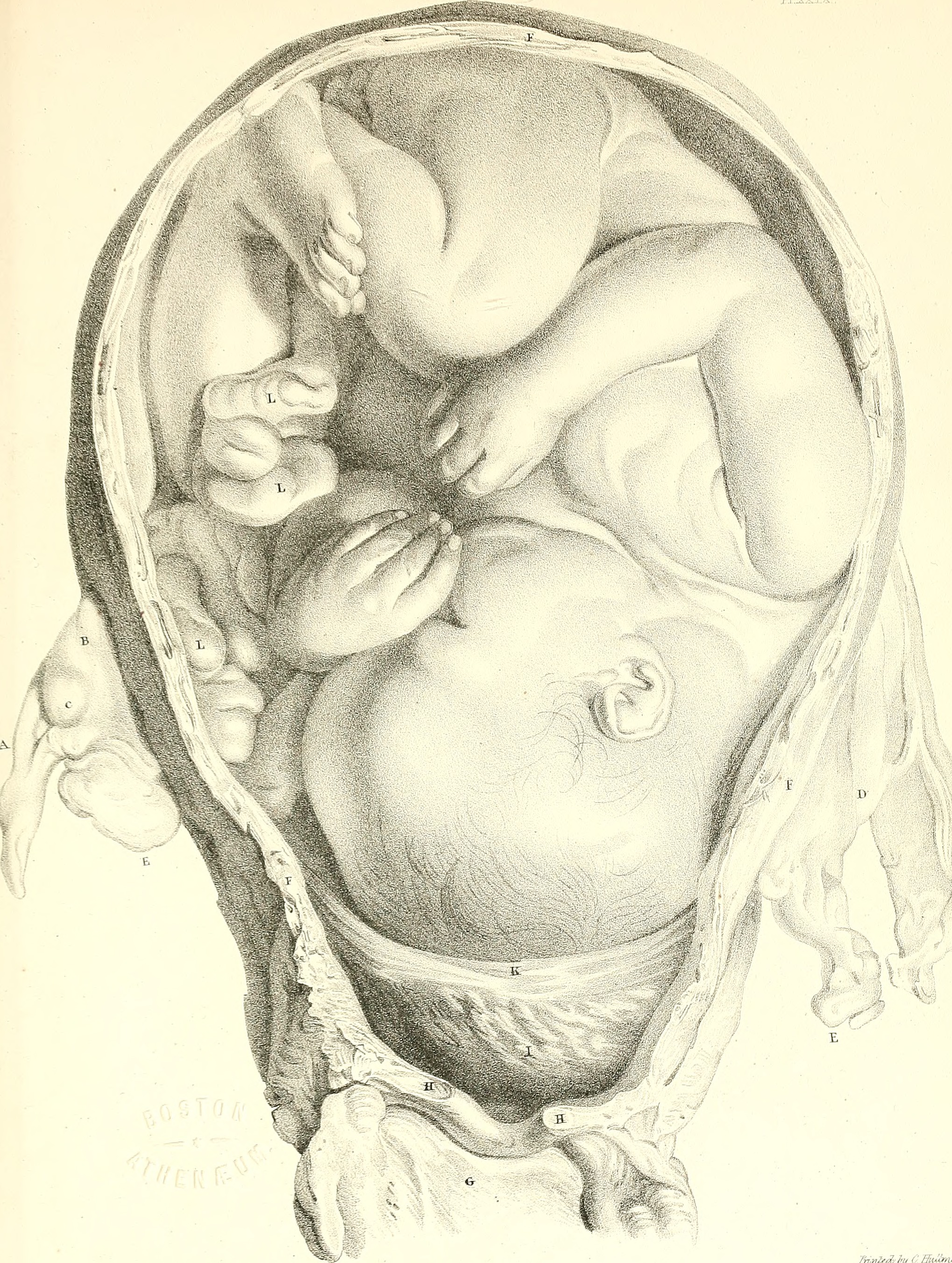
The principles and practice of obstetric medicine (1836)

Ernesto Pestalozza diede un indirizzo fisio-patologico al suo insegnamento universitario di Ostetricia e Ginecologia e in terapia tendeva ad adattarsi ai ritmi biologici, escludendo l'aborto terapeutico. I suoi studi anatomici dell'utero diedero nuovo impulso alla pratica chirurgica, in particolare a quella del prolasso e della correzione dei movimenti dell'utero. Osservò i tumori del mesentere, la metastasi dei tumori maligni ovarici, i fibromi uterini, la tubercolosi genitale femminile.
Era contro la sterilizzazione coattiva eugenetica e al controllo delle nascite; contrario anche agli interventi demolitori e all'aborto per ragioni eugenetiche, in un tempo in cui prendevano piede le teorie eugenetiche sulla difesa della purezza della razza e sul perfezionamento fisico e morale della popolazione. Era contrario anche all'istituzione del certificato prematrimoniale, ritenendo impossibile per un medico certificare in un atto pubblico lo stato di salute dei futuri coniugi, poiché alcune malattie infettive hanno un lento decorso.
Diede la sua opera per la nascita e per l'organizzazione dell'O.N.M.I Opera Nazionale Maternità e Infanzia, che iniziò la sua attività nel 1927.
Fu senatore del Regno d'Italia nella XXVI legislatura. Nella veste di senatore, Pestalozza affrontò le problematiche della tutela della madre e del bambino.
Per due periodi fu presidente della Società Italiana di Ostetricia e di Ginecologia, dal 1911 al 1920 e dal 1927 al 1931. Fondò la rivista La Ginecologia. Fu membro dell'Accademia di Medicina di Parigi, della Società di Ostetricia di Edimburgo e delle Società di Ostetricia e di Ginecologia di Bruxelles, di Monaco di Baviera, di Budapest, di Lipsia e di Buenos Ayres.
Scrisse voci sull'ostetricia per l'Enciclopedia Treccani. Autore di circa 200 pubblicazioni, tra libri, articoli per rivista e interventi a congressi. In Contributo alla grafica dei movimenti fetali, del 1891, si rivelò come precursore degli studi di cardiotocografia. Pestalozza creò a Roma una vera Scuola di ostetrici e di ginecologi: molti dei suoi allievi ebbero cattedre universitarie e furono noti anche all'estero. Suo successore sulla cattedra La Sapienza fu il suo allievo Paolo Gaifami.

### In Memoriam
Al Policlinico Umberto I, all'ingresso dell'Aula Magna della Clinica Ostetrica e Ginecologica, è posto il busto in bronzo di Ernesto Pestalozza, su un piedistallo di marmo che porta incise queste parole:
ERNESTUS

PESTALOZZA 

IN RE GYNAECOLOGICA

FACILE PRINCEPS

ITALICAE

INSTAURANDAE

SCHOLAE

FLORENTISSIMUS

AUCTOR

PRAECLARI

AC SINGULARIS

INGENI

QUAESITAM MERITIS